# Saint-Martin-de-la-Cluze
 Saint-Martin-de-la-Cluze  es una población y comuna francesa, en la región de Ródano-Alpes, departamento de Isère, en el distrito de Grenoble y cantón de Monestier-de-Clermont.

## Demografía
| 335 | 262 | 281 | 353 | 462 | 566 |
| Para los censos de 1962 a 1999 la población legal corresponde a la población sin duplicidades (Fuente: INSEE [Consultar]) |     |     |     |     |     |